# セルゲイ・テレフホフ
セルゲイ・テレフホフ（Sergei Terehhov、1975年4月18日）は、旧ソビエト連邦、エストニア、パルヌ出身の元サッカー選手。サッカー指導者。ポジションはMF。
中盤は左サイドを主戦場とし、正確なクロスボールから攻撃を組み立てるプレーを得意とする。代表では94キャップを数え、2008年現在、サッカーエストニア代表至上、歴代7位の記録である。

## 所属クラブ
- テルヴィス・パルヌ 1993-1994
- タリナ・サダム 1995-1996
- フローラ・タリン 1997-1999
- ブラン 2000-2002
- ハカ 2000-2004
- シンニク・ヤロスラヴリ 2005-2006
- ホンカ 2006
- TVMKタリン 2007-2008
- ノーメ・カリュ 2009-2013

## 代表
- エストニア代表 1997-2007

95試合出場5ゴール